# The Brave (serial telewizyjny)
The Brave – amerykański serial telewizyjny (dramat wojskowy) wyprodukowany przez Keshet Studios oraz Universal Television, którego twórcami są: Dean Georgaris, Daniel Cohn oraz Jeremy Miller. Serial jest emitowany od 25 września 2017 roku do 29 stycznia 2018 roku przez NBC.
12 maja 2018 roku, stacja NBC ogłosiła anulowanie serialu po jednym sezonie.

## Fabuła
Serial opowiada o pracy grupy żołnierzy na misjach wojennych.

## Obsada
- Mike Vogel jako Adam Dalton, dowódca grupy operacyjnej ISA[3]
- Anne Heche jako Patricia Campbell, zastępca dyrektora Agencji Wywiadowczej[4]
- Demetrius Grosse jako Anthony "Preach" Carter[5]
- Noah Mills jako Joseph J. McGuire[6]
- Sofia Pernas jako Hannah Archer[7]
- Tate Ellington jako Noah Morgenthau
- Natacha Karam jako Jasmine "Jaz" Khan[8]
- Hadi Tabbal jako Amir Al-Raisani[9]

## Odcinki
| Sezon | Odcinki | Oryginalna emisja w NBC | Oryginalna emisja w NBC | Emisja w Showmax     | Emisja w Showmax | Emisja w Showmax |
| Sezon | Odcinki | Premiera sezonu         | Finał sezonu            | Premiera sezonu      | Finał sezonu     |                  |
| ----- | ------- | ----------------------- | ----------------------- | -------------------- | ---------------- | ---------------- |
| 1     | 13      | 25 września 2017        | 29 stycznia 2018        | 13 października 2017 | 2 lutego 2018    |                  |

### Sezon 1 (2017-2018)
| Nr | Tytuł                                        | Reżyseria             | Scenariusz                     | Premiera w NBC       | Premiera w Showmax   |
| -- | -------------------------------------------- | --------------------- | ------------------------------ | -------------------- | -------------------- |
| 1  | 'Pilot' Pilot                                | Brad Anderson         | Dean Georgaris                 | 25 września 2017     | 13 października 2017 |
| 2  | 'Moskiewski regulamin' Moscow Rules          | Yves Simoneau         | Dean Georgaris                 | 2 października 2017  | 13 października 2017 |
| 3  | 'Większe dobro' The Greater Good             | Jeffrey Nacmanoff     | Dean Georgaris, Michael Alaimo | 9 października 2017  | 13 października 2017 |
| 4  | 'Ucieczka' Break Out                         | David Straiton        | Mike Daniels                   | 16 października 2017 | 20 października 2017 |
| 5  | 'Wzmożona ochrona' Enhanced Protection       | John Terlesky         | Matt Corman, Chris Ord         | 23 października 2017 | 27 października 2017 |
| 6  | 'Zdrada w Sewilli' The Seville Deduction     | Tessa Blake           | Mike Daniels                   | 30 października 2017 | 3 listopada 2017     |
| 7  | 'To sprawa osobista' It's All Personal       | Breck Eisner          | Jamie Pachino                  | 6 listopada 2017     | 10 listopada 2017    |
| 8  | 'Niewykrywalni' Stealth                      | John Scott            | Theo Travers                   | 13 listopada 2017    | 17 listopada 2017    |
| 9  | 'Czas desperatów' Desperate Times            | Félix Enríquez Alcalá | Denise Harkavy, Dean Georgaris | 20 listopada 2017    | 24 listopada 2017    |
| 10 | 'Misja straceńców' Desperate Measures        | Marisol Adler         | Matt Corman, Chris Ord         | 8 stycznia 2018      | 12 stycznia 2018     |
| 11 | 'Uziemieni' Grounded                         | Mikael Salomon        | Sue Chung                      | 15 stycznia 2018     | 19 stycznia 2018     |
| 12 | 'Blisko Domu, część 1' Close to Home: Part 1 | David Boyd            | Michael Alaimo                 | 22 stycznia 2018     | 26 stycznia 2018     |
| 13 | 'Blisko Domu, część 2' Close to Home: Part 2 | John Terlesky         | Jamie Pachino, Dean Georgaris  | 29 stycznia 2018     | 2 lutego 2018        |

## Produkcja
29 stycznia 2017 roku, stacja NBC zamówiła pilotowy odcinek serialu. W kolejnym miesiącu do obsady serialu dołączyli: Mike Vogel, Natacha Karam, Anne Heche, Hadi Tabbal, Demetrius Grosse oraz Noah Mills. W marcu 2017 roku oznajmiono, że rolę Hannah Archer otrzymała Sofia Pernas. 5 maja 2017 roku, stacja NBC ogłosiła zamówienie pierwszego sezonu serialu na sezon telewizyjny 2017–2018. W tym samym miesiącu poinformowano, że prowadzącymi serialu zostali: Matt Corman i Chris Ord.